# Omolicna tarco
Omolicna tarco är en insektsart som beskrevs av Ronald Gordon Fennah 1971. Omolicna tarco ingår i släktet Omolicna och familjen Derbidae. Inga underarter finns listade i Catalogue of Life.